# Tan-Tan

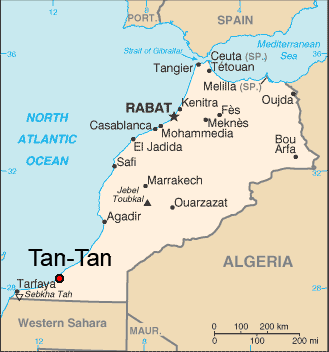
Tan-Tans läge i Marocko.

Tan-Tan är en stad i Marocko och är administrativ huvudort för provinsen Tan-Tan som är en del av regionen Guelmim-Oued Noun. Folkmängden uppgick till 73 209 invånare vid folkräkningen 2014.